# Eparchia di Edineț

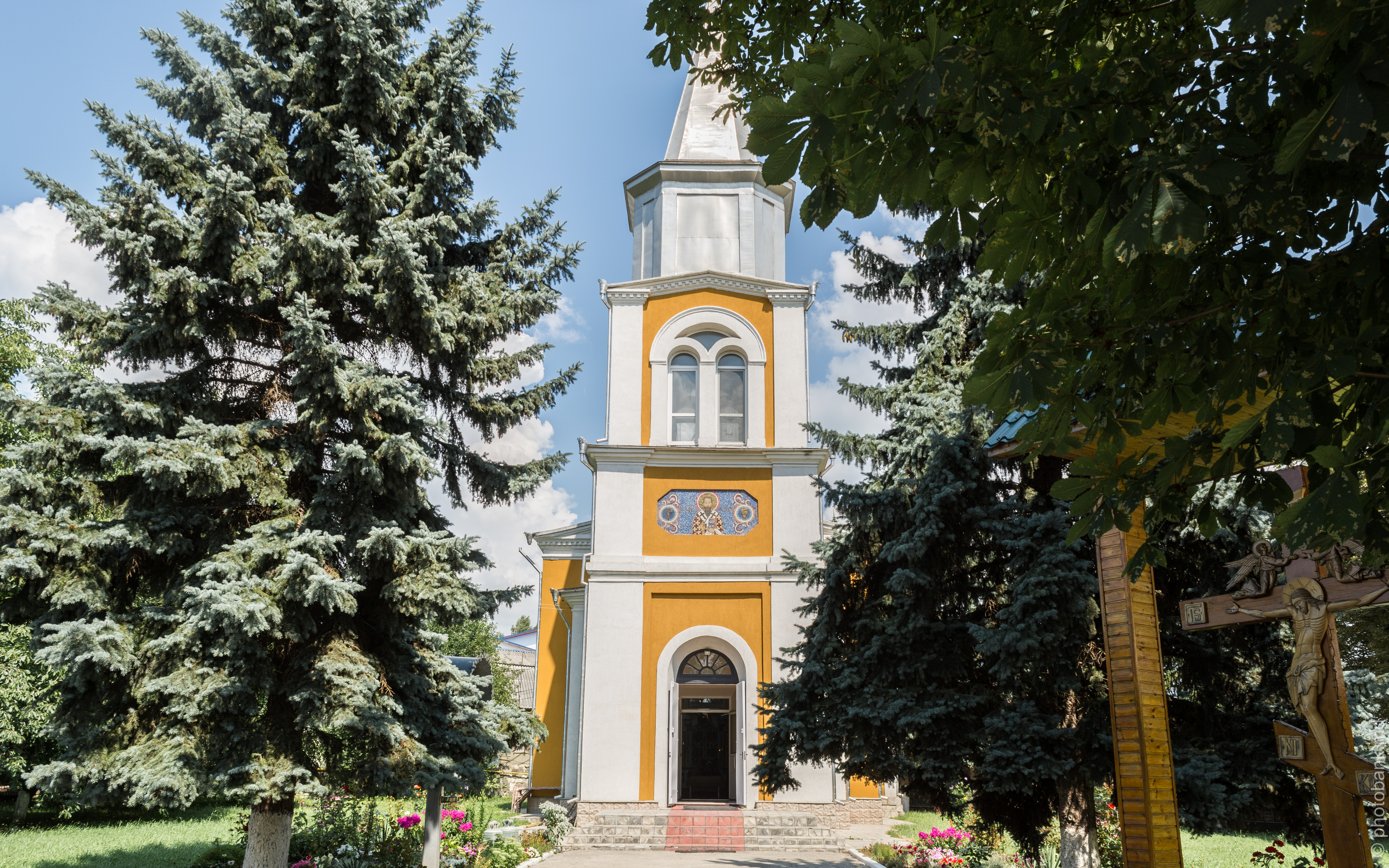
Cattedrale di San Basilio a Edineț.

L'eparchia di Edineț (in russo Единецкая епархия?) o eparchia di Edineț e Briceni (in romeno Еparhia de Edineț și Briceni), è un'eparchia della chiesa ortodossa moldava.

## Territorio
L'eparchia comprende i distretti di Edineț, Briceni, Dondușeni e Ocnița nella parte settentrionale della Moldavia.
Sede eparchiale è la città di Edineț, dove si trova la cattedrale di San Basilio.
L'eparca ha il titolo di "eparca di Edineț e Briceni".

## Storia
L'eparchia è stata eretta dal Santo Sinodo della Chiesa ortodossa russa il 6 ottobre 1998, ricavandone il territorio dall'eparchia di Chișinău.